# Otto Tief
Otto Tief (Rapla, 14 agosto 1889 – Ahja, 5 marzo 1976) è stato un politico e avvocato estone.
Avvocato e un comandante militare estone durante la guerra di indipendenza dell'Estonia.
Fu designato Primo ministro dell'ultimo governo, prima che le truppe sovietiche dell'Armata Rossa rioccuparono l'Estonia nel 1944.
Per le azioni compiute nella sua nazione, in quei tragici momenti, Tief è ritenuto un eroe da molti dei suoi connazionali e dalla storiografia contemporanea.

## Formazione e Carriera
Tief studiò Legge all'Università di San Pietroburgo, tra il 1910 ed il 1916. Durante la guerra di indipendenza dell'Estonia, Tief fu il Comandante del battaglione Kalevlaste Malev formato nel 1918 da membri della Società sportiva Kalev. Finita la guerra conseguì la laurea in Legge all'Università di Tartu, nel 1921. Consulente legale nel consiglio della Banca d'Estonia, fece pratica come avvocato in studi legali privati. Eletto al III Riigikogu, nel 1926, ricoprì la carica di Ministro degli Affari Sociali dal 1926 al 1927. Nel 1928 fu nominato Ministro della Giustizia. Nel 1932 venne nuovamente eletto nel V Parlamento estone.

## Il Governo di Otto Tief nel 1944
Durante i diversi giorni tra il ritiro delle truppe di occupazione naziste e il furibondo attacco dell'Armata Rossa sovietica, il facente funzione di Presidente Jüri Uluots, nominò Tief come Primo ministro e gli chiese di formare un governo il 18 settembre del 1944. Tief poi emise una dichiarazione ristabilendo l'indipendenza dell'Estonia sulle basi della legale continuità giuridica, e fece un eroico tentativo di organizzare una difesa nazionale contro l'incombente arrivo dell'invasione dell'Armata Rossa, che piombò immediatamente sulla capitale estone, Tallinn, il 22 settembre 1944.

### Membri del governo Tief

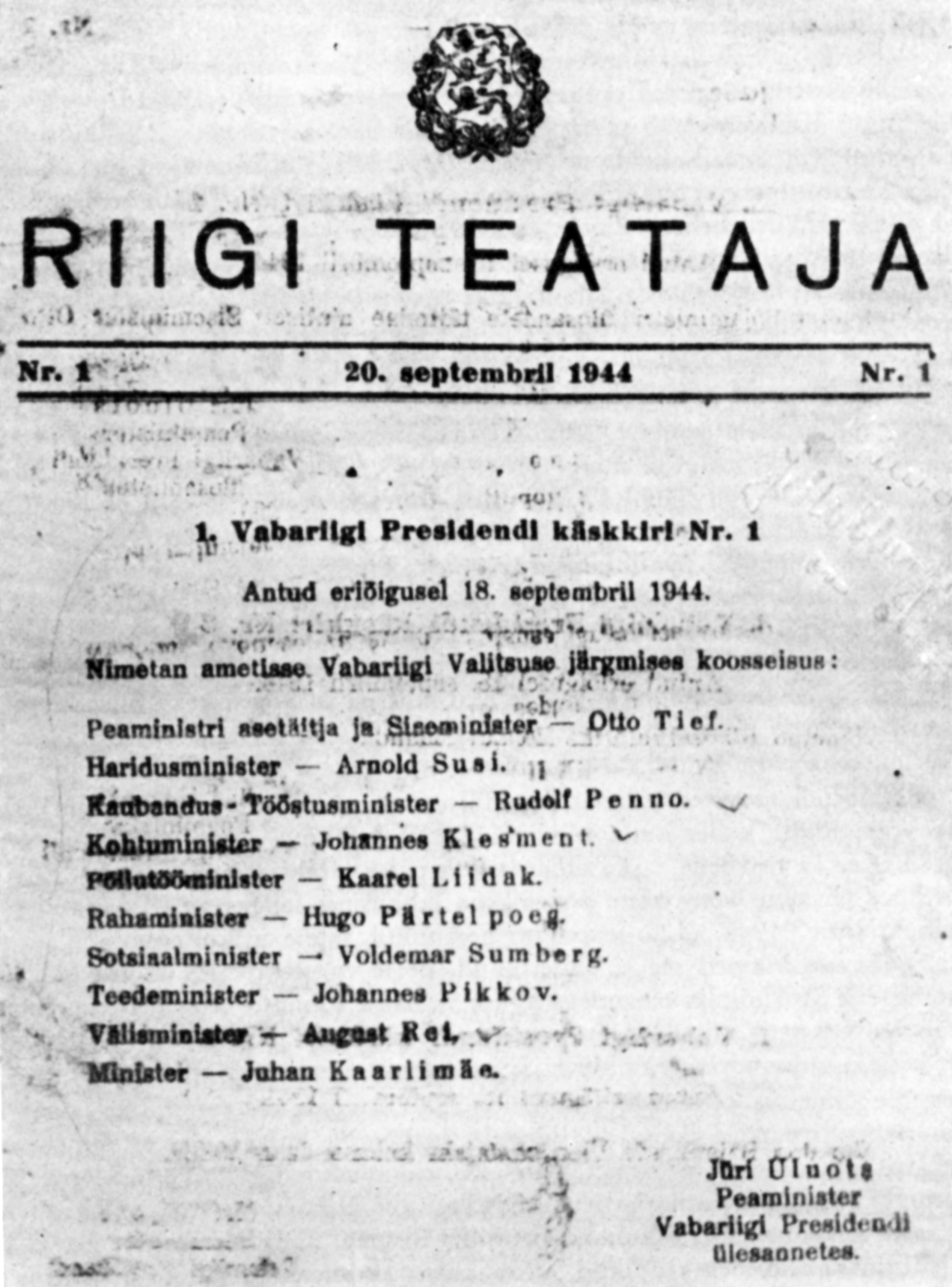
La composizione del Governo dell'Estonia, nominato il 18 settembre 1944, pubblicata sulla Gazzetta Ufficiale Estone: (in estone:Riigi Teataja).

- Otto Tief - Delegato Primo Ministro e Ministro dell'Interno;
- Arnold Susi - Ministro dell'Istruzione;
- Johannes Klesment - Ministro della Giustizia - rifugiatosi in Svezia, assunse la carica il 13 gennaio 1945, dall'esilio;
- Kaarel Liidak - (deceduto, forse ucciso, il 16 gennaio del 1945) - Ministro dell'Agricoltura;
- Hugo Pärtelpoeg - (deceduto il 29 aprile 1951) - Ministro delle Finanze;
- Voldemar Sumberg - Ministro degli Affari Sociali;
- Juhan Pikkov - (deceduto il 3 settembre 1947) - Ministro delle Comunicazioni
- August Rei - (in Svezia, assunse l'incarico il 31 dicembre 1944 al 9 gennaio 1945) - Ministro degli Esteri
- Juhan Kaarlimäe - Ministro
- Johannes Sikkar - (in Svezia, assunse l'incarico dal 20 aprile 1952) - Ministro
- Artur Terras - (in Svezia, assunse l'incarico dal 20 aprile 1952) - Ministro

## Conseguenze
Otto Tief non fece in tempo a rifugiarsi e venne arrestato dalle autorità sovietiche il 10 ottobre 1944. Nel 1945 venne condannato a dieci anni di detenzione ai lavori forzati, deportato nei gulag siberiani. Rientrato in Estonia nel 1956, fu costretto a ripartire per l'Ucraina fino al 1965, quando gli fu permesso di ritornare nei baltici, appena fuori dal confine estone, in Lettonia. Dopo la sua morte, avvenuta il 5 marzo 1976, il KGB non permise la sepoltura del corpo dello statista nel Cimitero Nazionale a Tallinn.
L'Estonia restaurò la sua sovranità ed indipendenza nazionale nel 1991. I resti di Tief furono trasferiti nel cimitero nazionale della capitale nel 1993, alla presenza delle più alte cariche istituzionali dello Stato estone e con una larga folla che intervenne alla cerimonia ufficiale per ricordarlo ed onorarlo.

## Il Significato simbolico di Tief
Tief ebbe il potere solo per un breve periodo di tempo, e i suoi sforzi vennero rapidamente sopraffatti dall'invasione dell'Armata Rossa e dalla conseguente rioccupazione sovietica dell'Estonia. Tuttavia le azioni di Tief ebbero un immenso significato simbolico e legale: come la sua proclamazione del restauro dell'indipendenza dell'Estonia ed il conseguente innalzamento del Tricolore estone sulla cima della torre di Pikk Hermann, che svettò sopra Tallinn e sulla sede ufficiale del Governo dell'Estonia, nel quartiere di Toompea. Queste azioni vennero sempre negate dalle affermazioni della storiografia sovietica, secondo cui l'invasione dell'Armata Rossa nel 1944 sul suolo estone, fosse da considerarsi una "Liberazione per l'Estonia.".
Nonostante il tentativo di restaurare la sovrana indipendenza del popolo estone, nel settembre del 1944, non ebbe successo, il governo di Tief dimostrò alla storia di essere parte integrante e azione indispensabile per la continuità de jure dell'Estonia, base su cui si fonda l'odierno Stato estone restaurato nel 1991.

## Commemorazione: il Giorno della Resistenza
Nel febbraio 2007, il Riigikogu decise di commemorare le azioni del governo di Tief proclamando il 22 settembre come la giornata annuale della Resistenza estone.
Il 22 settembre 1944 è la data, dopo diversi giorni dalla ritirata delle forze dell'occupazione nazista, in cui l'invasione dell'Armata Rossa piombò su Toompea, centro di potere amministrativo e politico di Tallinn, strappando il tricolore nazionale estone, per rimpiazzarlo con la Bandiera Rossa, un simbolo dell'occupazione straniera sovietica.